# Протести в Україні (2025)
Всеукраїнські акції протесту у багатьох містах України в липні 2025 року — серія мітингів направлених проти підписання законопроєкту № 12414 — фактичного обмеження/ліквідації незалежності Національного антикорупційного бюро України та Спеціалізованої антикорупційної прокуратури. Розпочалися 22 липня 2025 року протестами в Києві, Львові, Дніпрі, Одесі та інших містах.
Протести викликані ухваленням Верховною Радою України законопроєкту, а пізніше і підписанням президентом України Володимиром Зеленським закону про фактичне обмеження автономії Національного антикорупційного бюро України (НАБУ) та Спеціальної антикорупційної прокуратури (САП).
Протести проти позбавлення незалежного статусу НАБУ та САП стали першими масовими протестами, спрямованими проти дій парламенту та президента Зеленського з часів початку повномасштабної агресії Росії.
Символом спротиву й об'єктом креативної боротьби стала картонка, через що протести назвали Картонною революцією або революцією на картоні, картонним чи картонковим майданом.

## Передумови
Закон вносить низку змін до статей Кримінального процесуального кодексу України в частині впливу Генерального прокурора України на розслідування Національного антикорупційного бюро України (НАБУ) та Спеціалізованої антикорупційної прокуратури (САП), які до ухвалення закону були незалежними органами.
Відповідно до закону Генеральний прокурор матиме повноваження передавати справи, що перебувають у підслідності НАБУ, іншим органам, якщо вважатиме дії НАБУ неефективними, надавати письмові накази співробітникам НАБУ, визначатиме підслідність антикорупційних справ, матиме доступ до всіх матеріалів НАБУ, матиме повноваження закривати кримінальні справи, де підозрюваними виступають найвищі посадовці (Президент України, члени уряду, народні депутати, військовики вищого офіцерського складу, судді, прокурори, голови антикорупційних органів та члени РНБО), підписувати підозри в провадженнях НАБУ та під час дії воєнного стану призначати прокурорів без конкурсу.
Вранці 22 липня 2025 року відбулося засідання парламентського комітету з питань правоохоронної діяльності щодо внесення проєкту закону до другого читання. Засідання було скликано поспіхом і тривало онлайн протягом 10 хвилин; під час засідання комітету були внесені правки, що впливають на незалежність НАБУ і САП, при чому за свідченням членкині комітету депутатки Юлії Яцик розгляд правок відбувався без порівняльної таблиці, а голосування комітету відбувалося поспіхом.
Проєкт закону було внесено до розгляду до другого читання. Низка народних депутатів переважно з фракцій «Голос» і «Європейська Солідарність» намагалися зірвати ухвалення законопроєкту, заблокувавши трибуну в сесійній залі, проте закон був прийнятий 263 голосами «За».
Законопроєкт отримав неоднозначну оцінку та критику в суспільстві.

## Хронологія протестів

### 22 липня
У кількох містах України 22 липня 2025 зібралися мітинги. У Києві на площі Івана Франка зібралося близько до 5000 осіб, які вимагали президента Володимира Зеленського ветувати законопроєкт 12414. Аналогічні мітинги відбувся на проспекті Свободи у Львові, а також Дніпрі, Одесі, Харкові, Тернополі, Луцьку, Івано-Франківську, Рівному, Чернівцях, Сумах, Вінниці.
У Києві акція продовжувалась і після 00:00 23 липня, попри комендантську годину яка діє з 00:00 по 05:00.

### 23 липня
Ввечері у багатьох великих містах України (загалом у 20 містах) відбулись нові акції протесту. У Києві на площі Івана Франка близько 9000 осіб, у Львові у центрі міста зібралися 1500 осіб, у Харкові на майдан Свободи прийшло близько тисячі мітингувальників, у центрі Дніпра на протест вийшло близько 400 осіб, а у Кривому Розі на протест прийшло близько 150 осіб. У Сумах почали з’являтися картонні дошки й плакати з гаслами проти законопроєкту. Таблички активісти залишили біля публічних місць. Такі дії стали відповіддю на заборону демонстрацій в умовах прифронтового статусу Сум і загроз безпеці. Ініціативу підтримали місцеві спільноти «Суми майбутнього», «Погріб», ГО «Українські студенти за свободу» та сумські студенти. Вони підготували допис-інструкцію, як сум’яни можуть безпечно протестувати у прифронтовому місті.

### 24 липня
Ввечері у Києві, Харкові, Дніпрі та інших містах відбулись нові акції протесту, у Харкові на акцію вийшло близько 300 осіб, у Києві на акцію прийшла нардепка Мар'яна Безугла, яка голосувала за законопроєкт, який обмежує незалежність НАБУ і САП, мітингувальники скандували гасла проти неї.

### 25–30 липня
25 липня протести відбулися в Києві, Львові, Дніпрі, Ужгороді та інших містах.
Протести продовжували відбувалися 26, 27, 28 та 30 липня.

## Реакція

### Внутрішня
Увечері 22 липня 2025 року НАБУ і САП висловили подяку учасникам акцій на їхню підтримку, зазначивши, що вони є свідчення довіри до цих органів, і запевнивши, що й далі працюватимуть над незалежністю своєї роботи.
Голова СБУ Василь Малюк на брифінгу для журналістів вночі заявив, що ухвала цього закону сприяла «поверненню до Конституції», а саме ліквідовувала дублювання повноважень генпрокурора та антикорупційних органів. Начальник ГУР Кирило Буданов на тлі протестів закликав до єдності й діалогу.
Київський міський голова Віталій Кличко приєднався до мітингу проти законопроєкту. Львівська міська рада звернулися до президента Володимира Зеленського з закликом зберегти незалежність НАБУ і САП, а до Верховної Ради — переглянути ухвалений закон і повернути норми, що забезпечують автономію антикорупційних органів. Голова Тернопільської обласної ради Богдан Бутковський виступив з критикою протестуючих.
Президент Володимир Зеленський вдень 23 липня наголосив, що ініціює законопроєкт, який посилить незалежність антикорупційних органів. Згідно інформації, опублікованій у Financial Times, десятки депутатів від партії Слуга Народу відмовляються голосувати за відновлення незалежності антикорупційних органів, побоюючись, що це буде використано для помсти проти них.

### Зовнішня
Єврокомісарка з питань розширення Марта Кос заявила про серйозну стурбованість у зв'язку з ухваленням Верховною Радою закону, що ліквідовує незалежність Національного антикорупційного бюро (НАБУ) і Спеціалізованої антикорупційної прокуратури (САП), адже незалежність антикорупційних органів є однією з вимог для вступу України до Європейського Союзу.
24 липня в Амстердамі відбувся аналогічний внутрішньоукраїнським мітинг.
29 липня, згідно джерел Української правди, Європейський союз дипломатичними каналами передав Києву попередження про наслідки у разі, якщо парламент не знайде голоси для повноцінного скасування норм проєкту 12414: «24 липня представники ЄС дипломатичними каналами повідомили уряду Свириденко, що призупиняють виділення всієї фінансової допомоги Україні. Все поставили на паузу до виправлення ситуації».

## Наслідки
У відповідь на протести Зеленський 23 липня 2025 року оголосив, що подасть до Верховної Ради України новий законопроєкт, спрямований на відновлення незалежності НАБУ та САП. Наступного дня він подав законопроєкт до парламенту. Президент заявив, що новий закон має захистити антикорупційні органи від впливу Росії, зберігаючи їхню незалежність, хоча конкретні деталі не були оприлюднені. За даними НАБУ, законопроєкт відновлює повноваження та гарантії обох інституцій.
Новий закон був ухвалений парламентом і підписаний Зеленським 31 липня 2025 року. Президент заявив, що «дуже важливо, щоб держава дослухалася до думки суспільства».

### Київ (23 липня 2025)

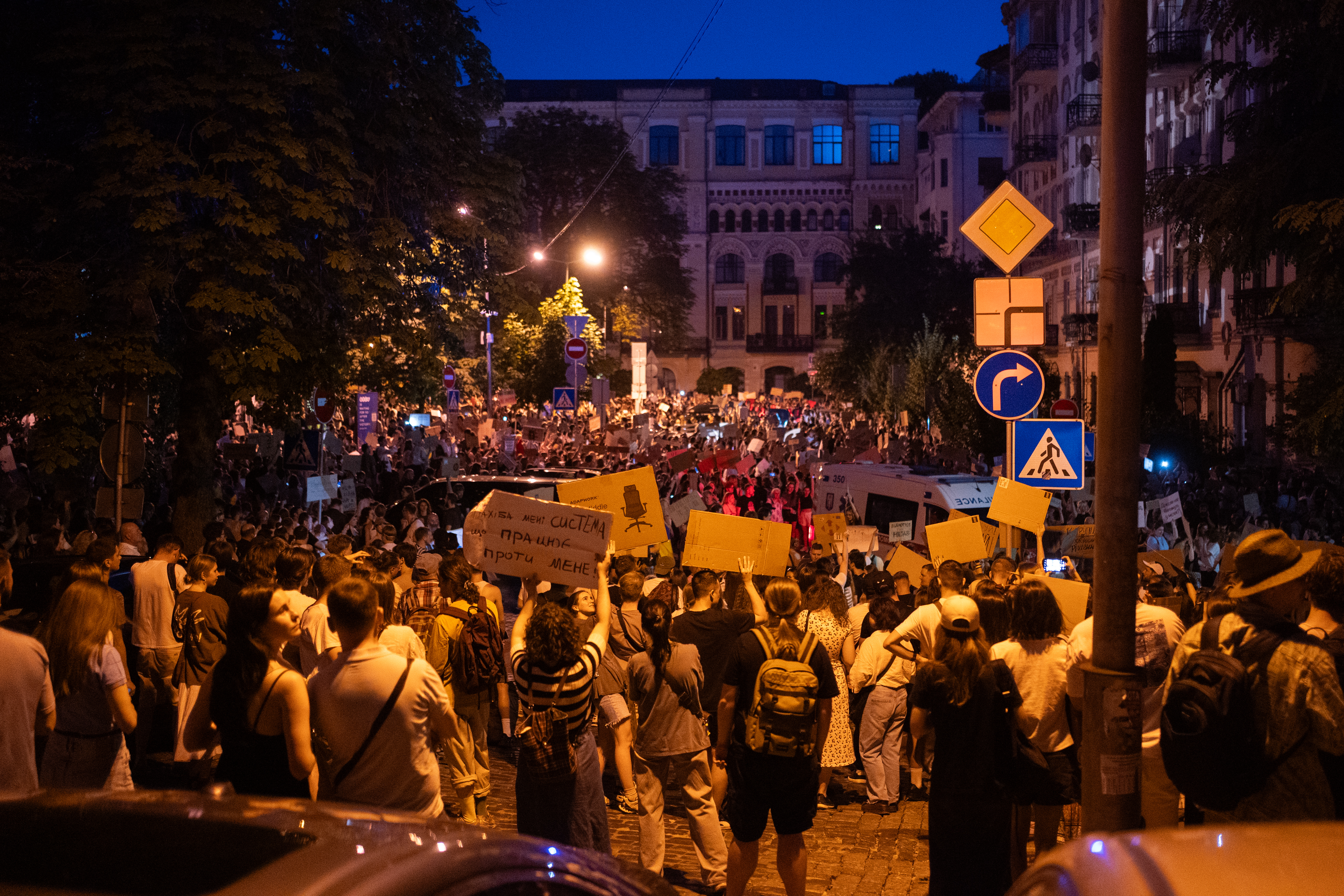
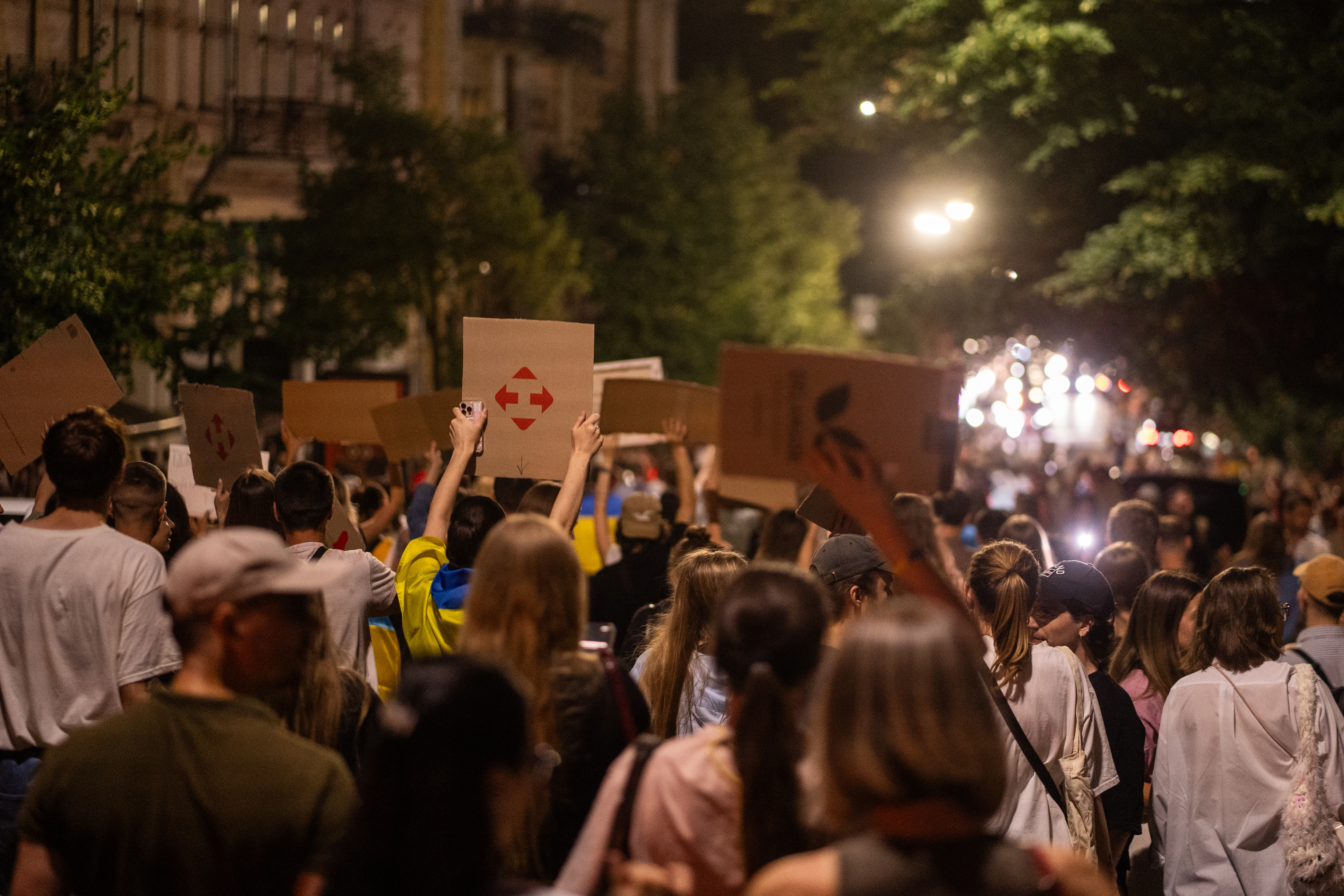
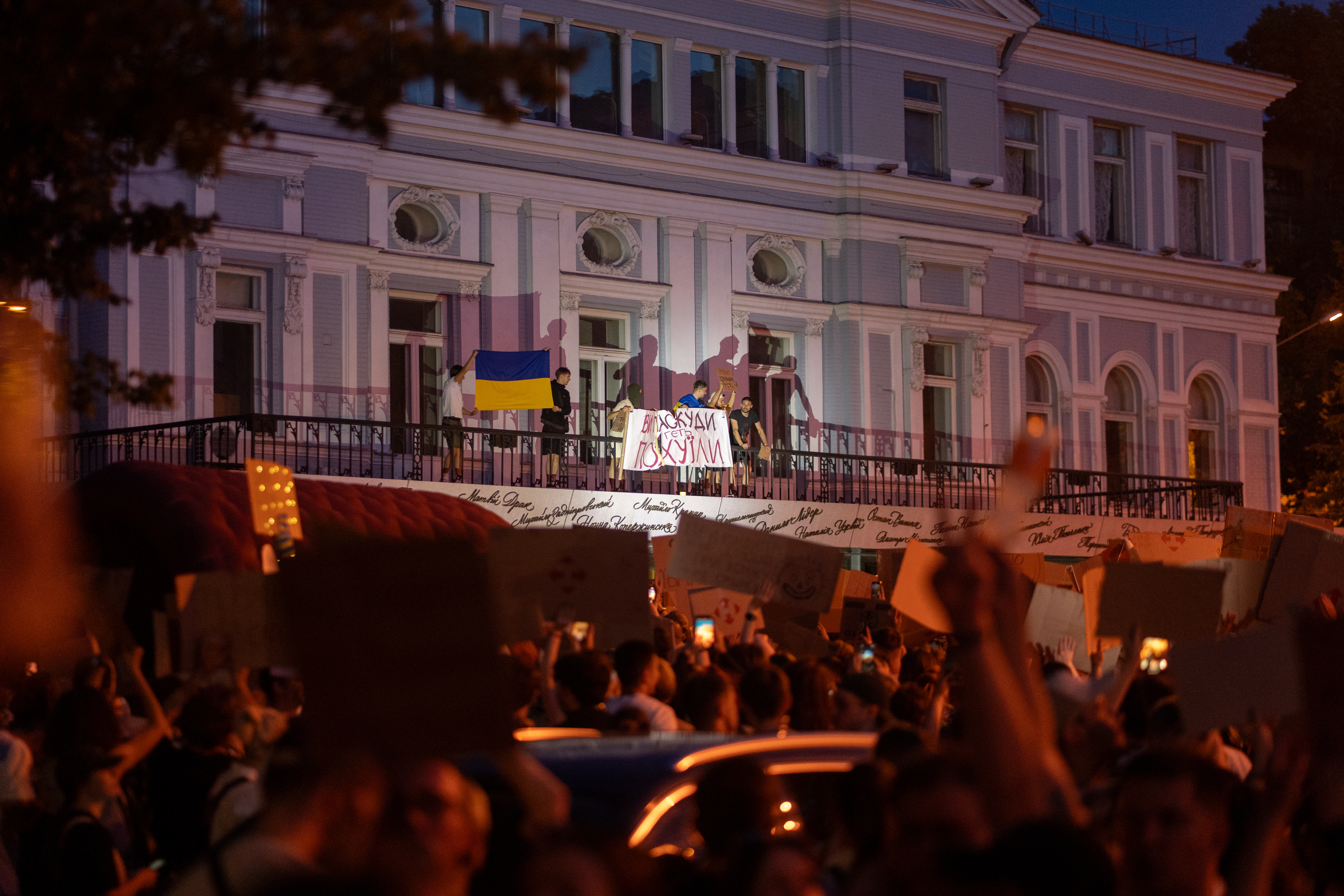
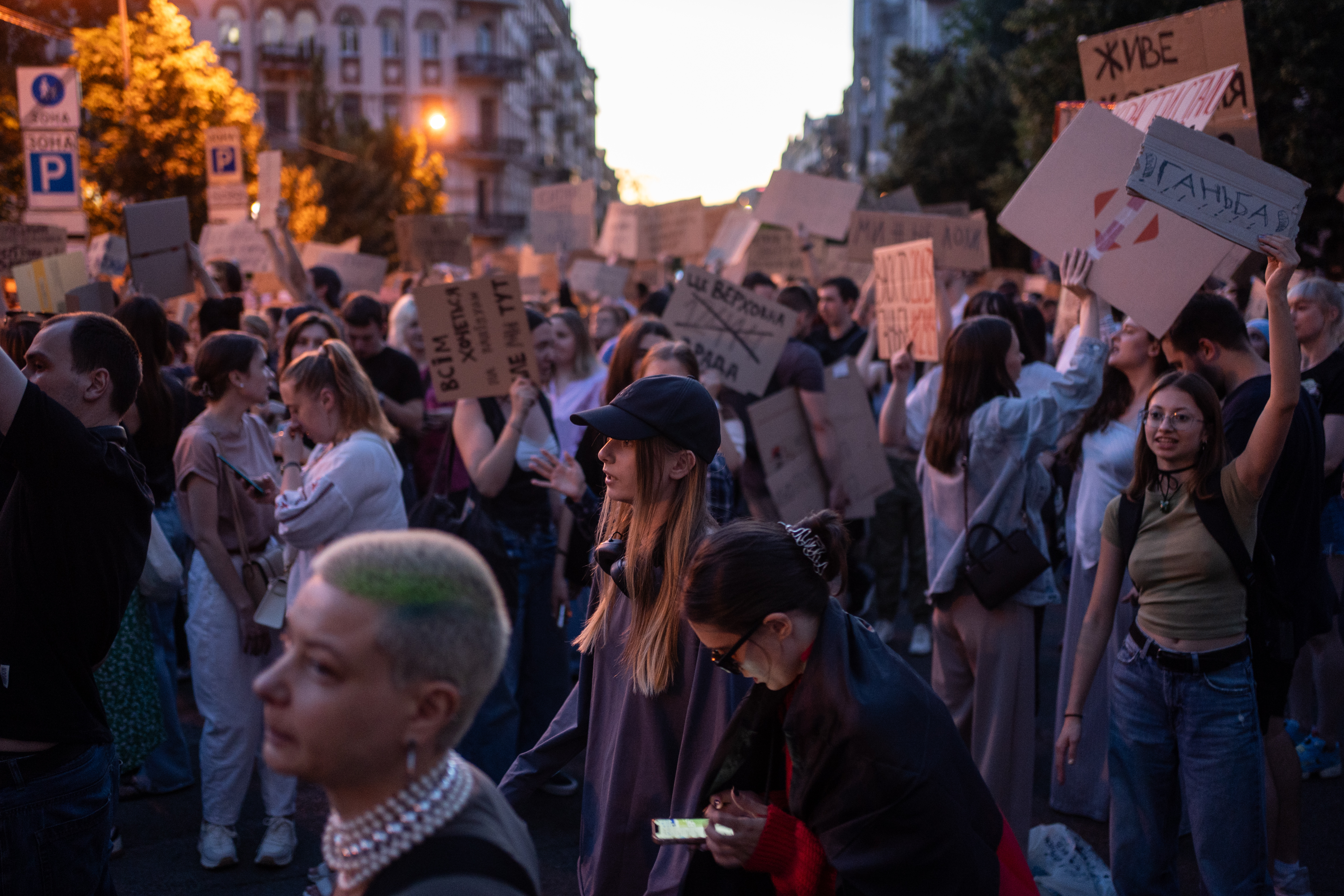

### Харків (23 та 24 липня 2025)

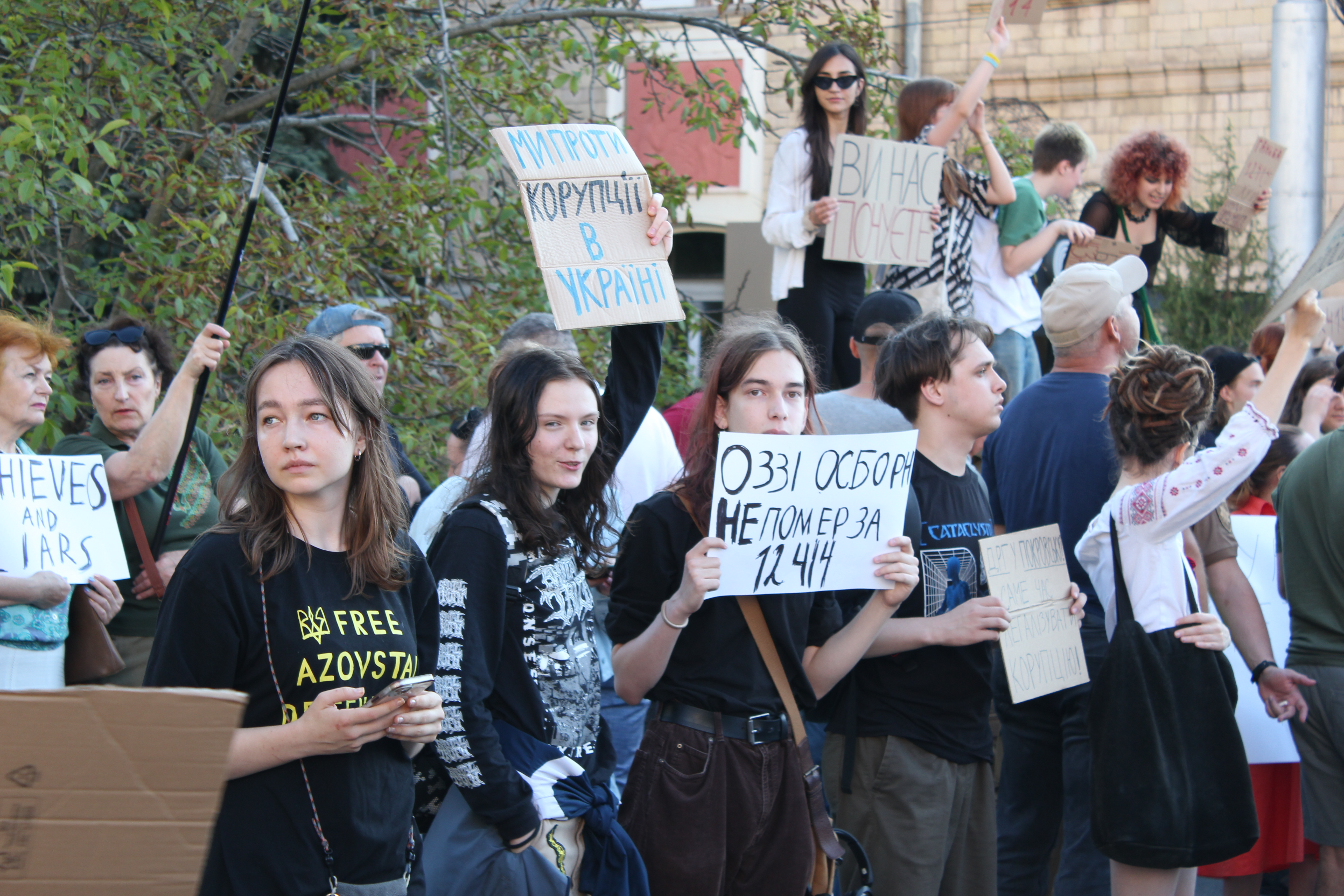
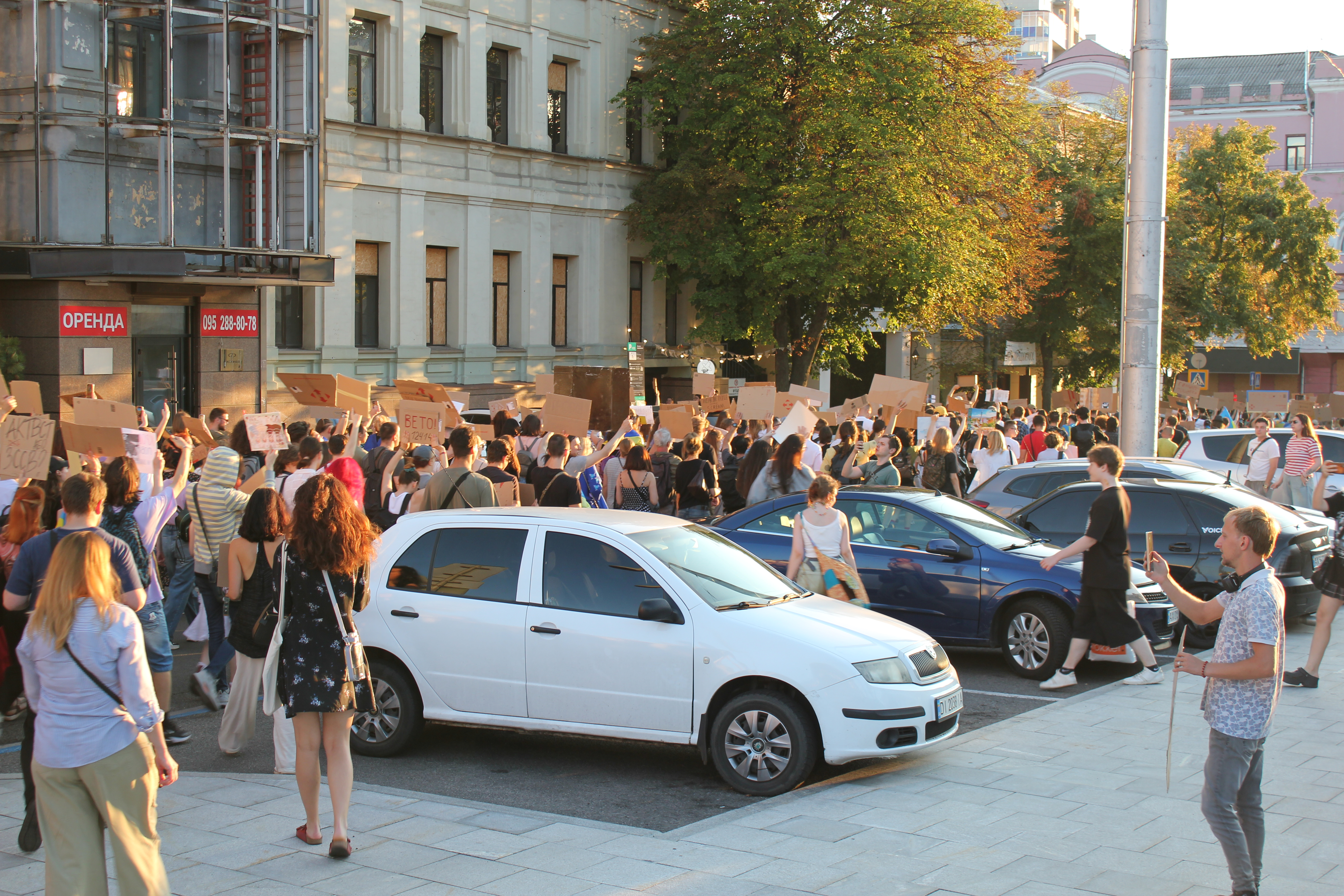
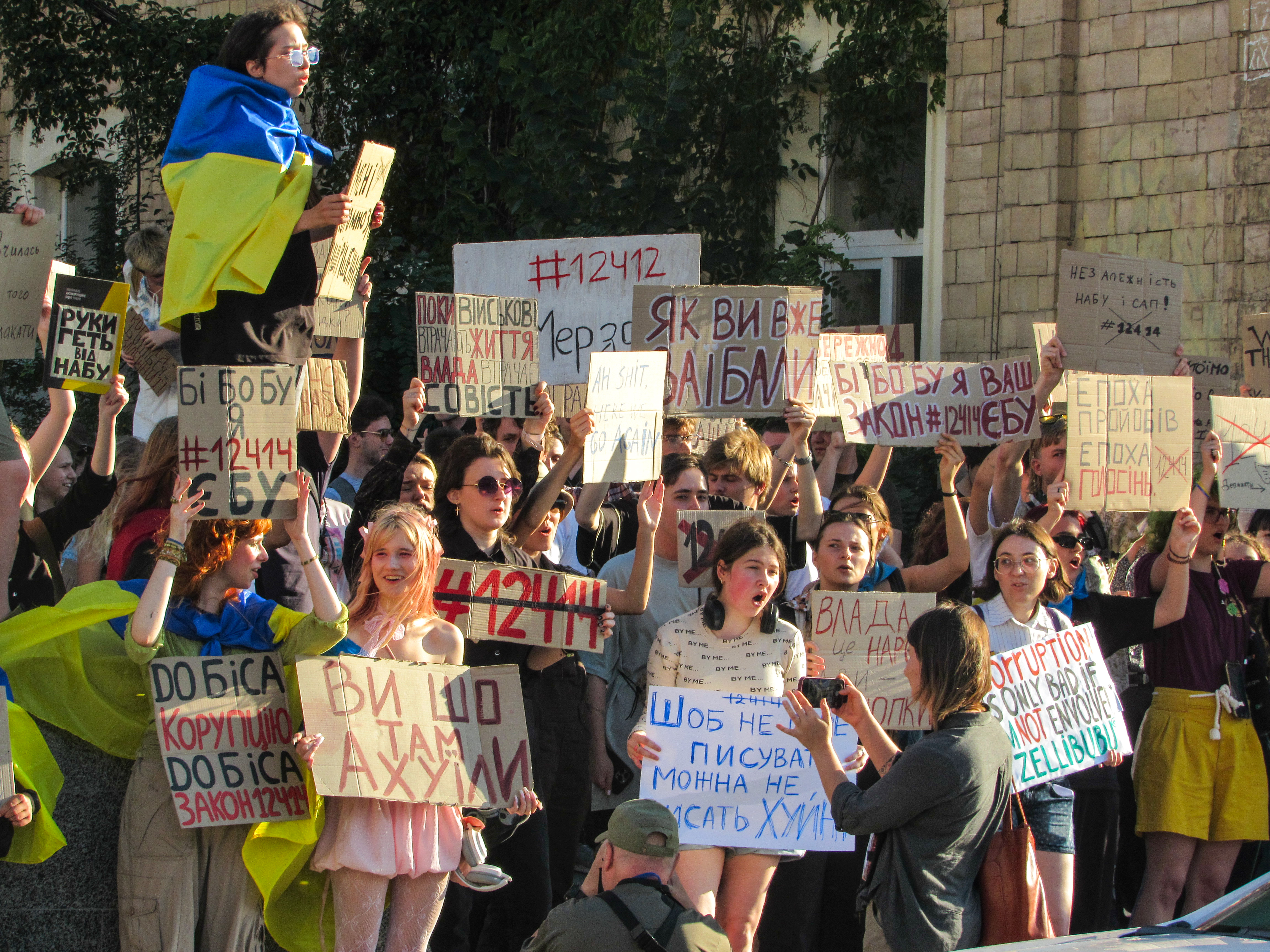
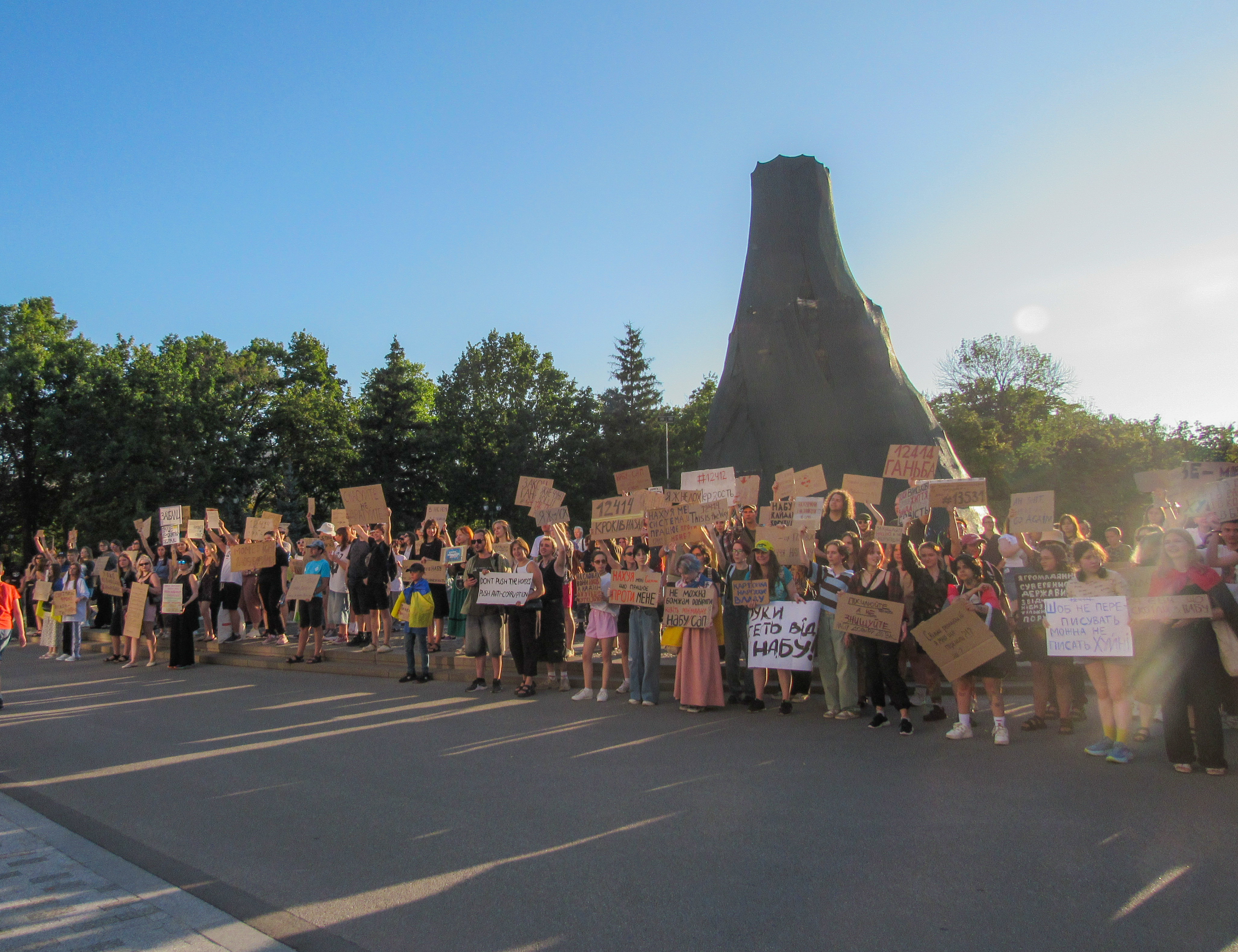
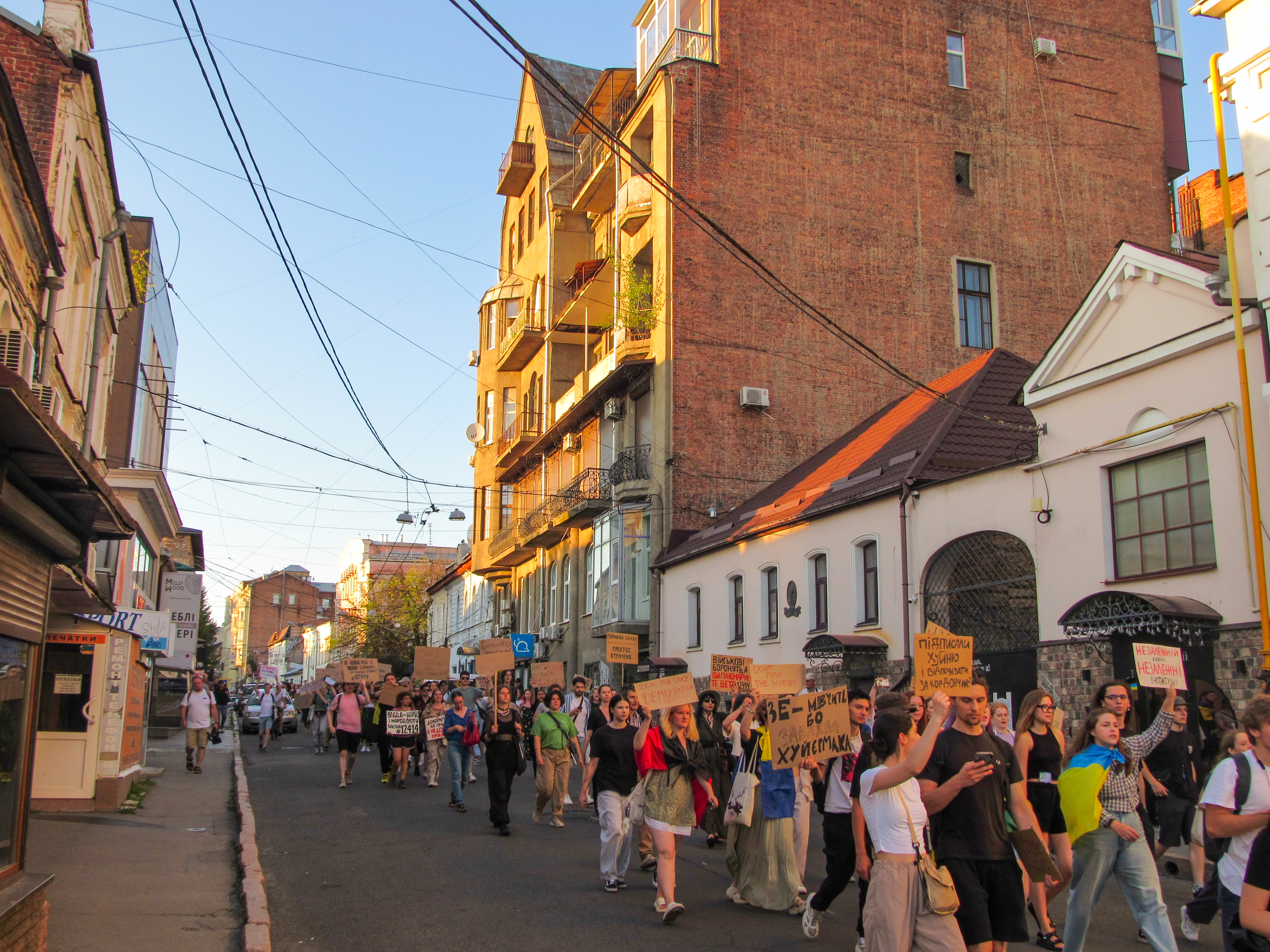
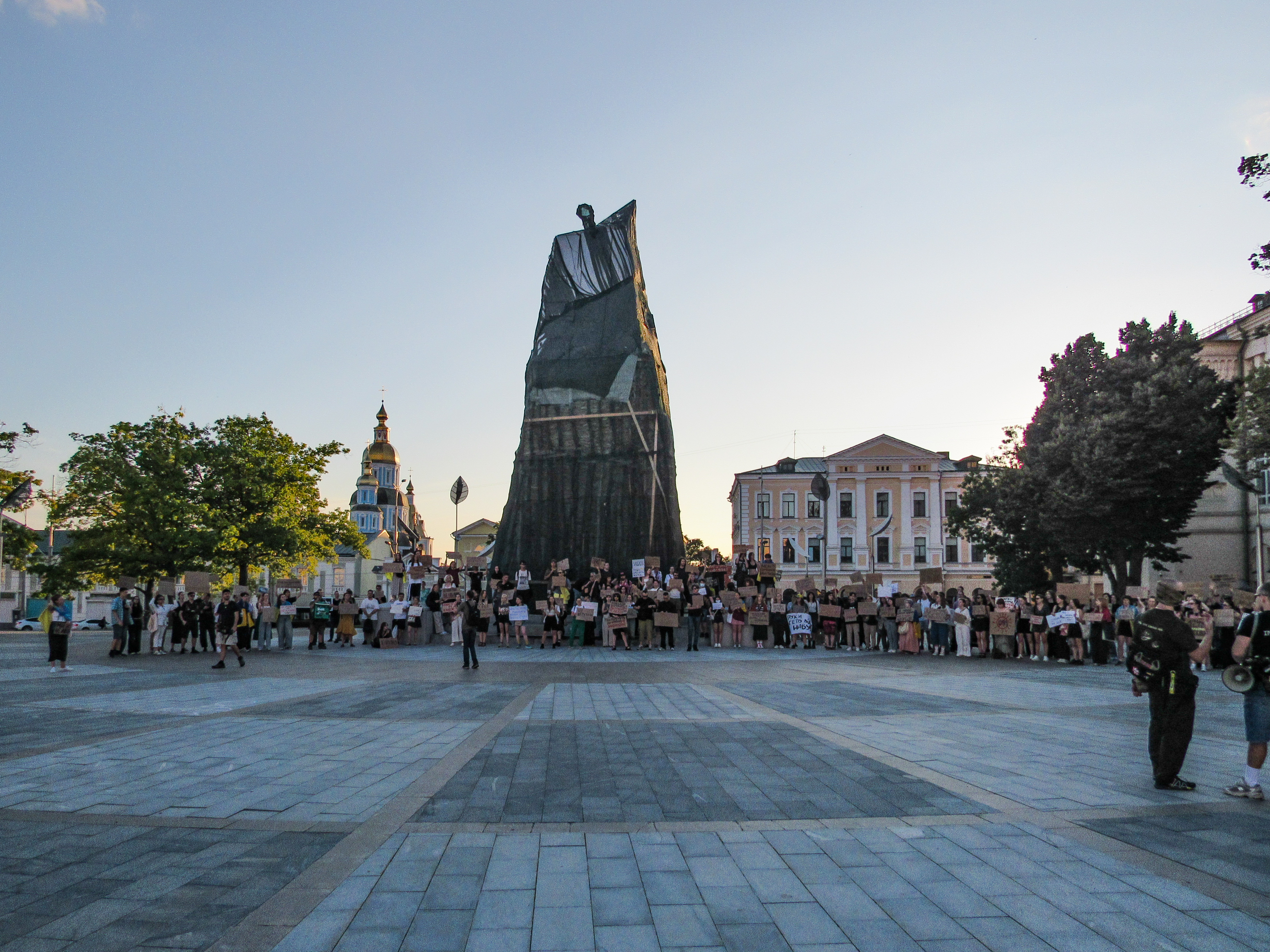

### Івано-Франківськ (30 липня 2025)

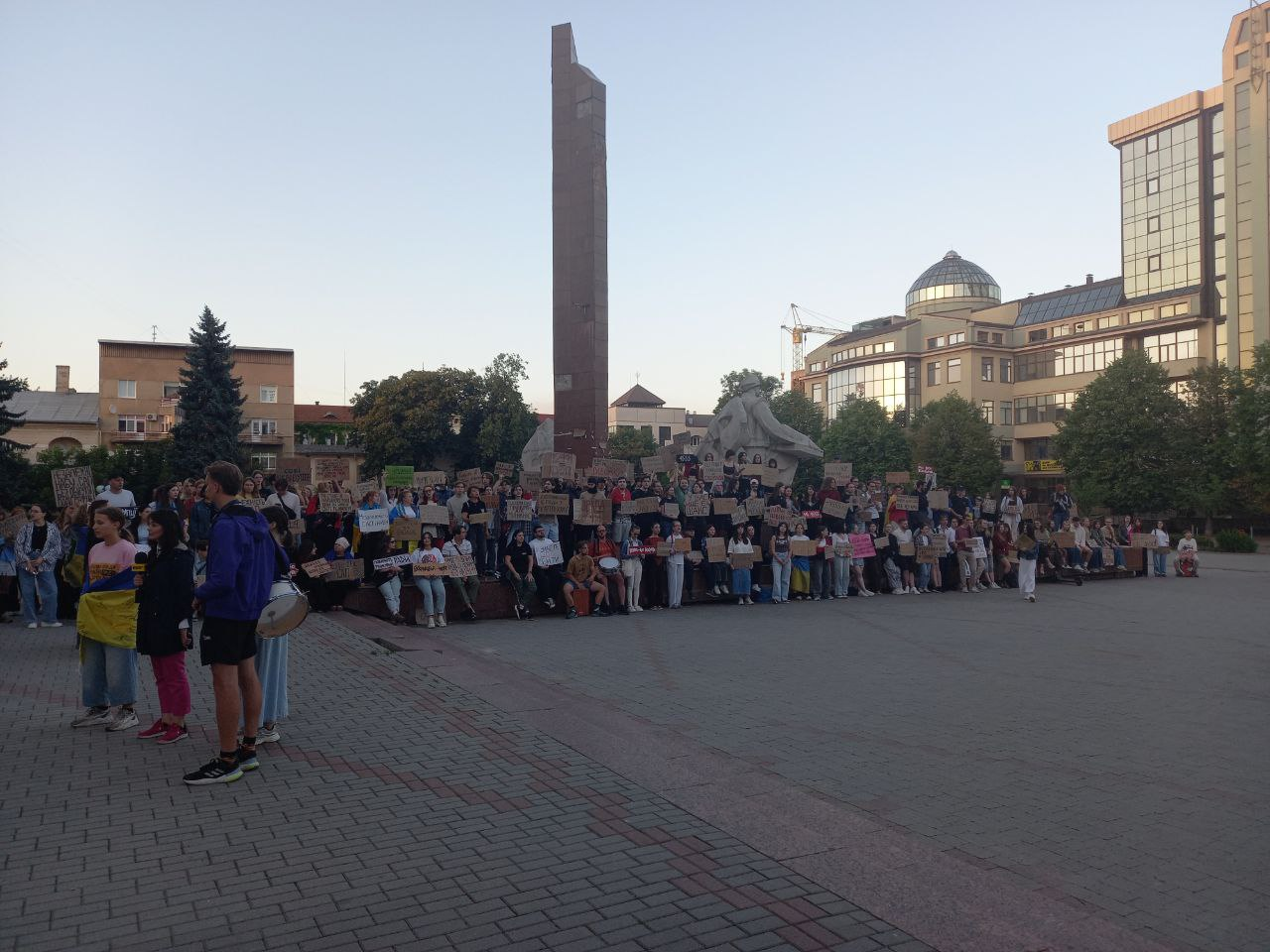

## Географія протестів
За даними «Суспільного» та ін.

## Галерея

### Львів (23—25 липня 2025)

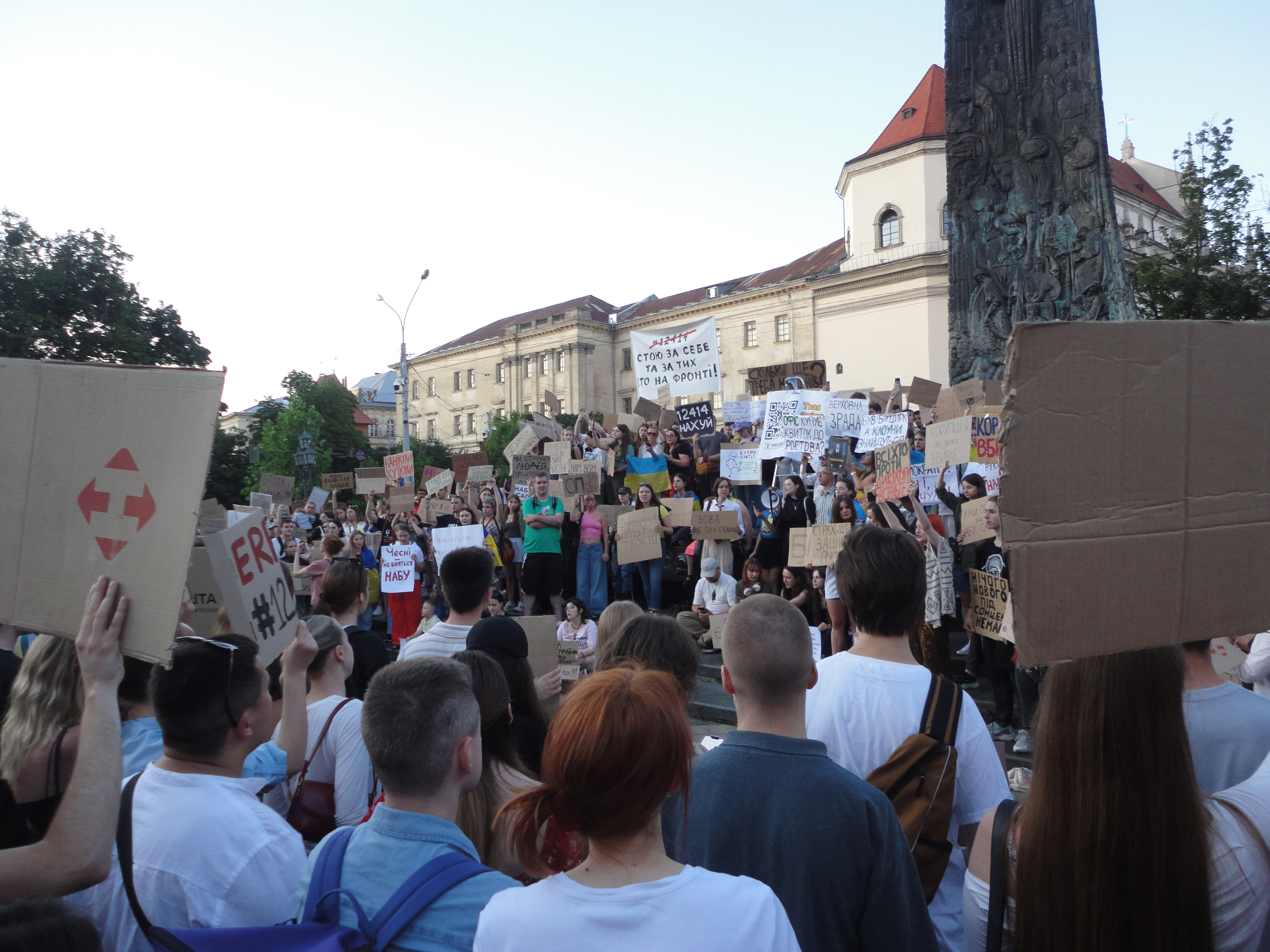
23 липня
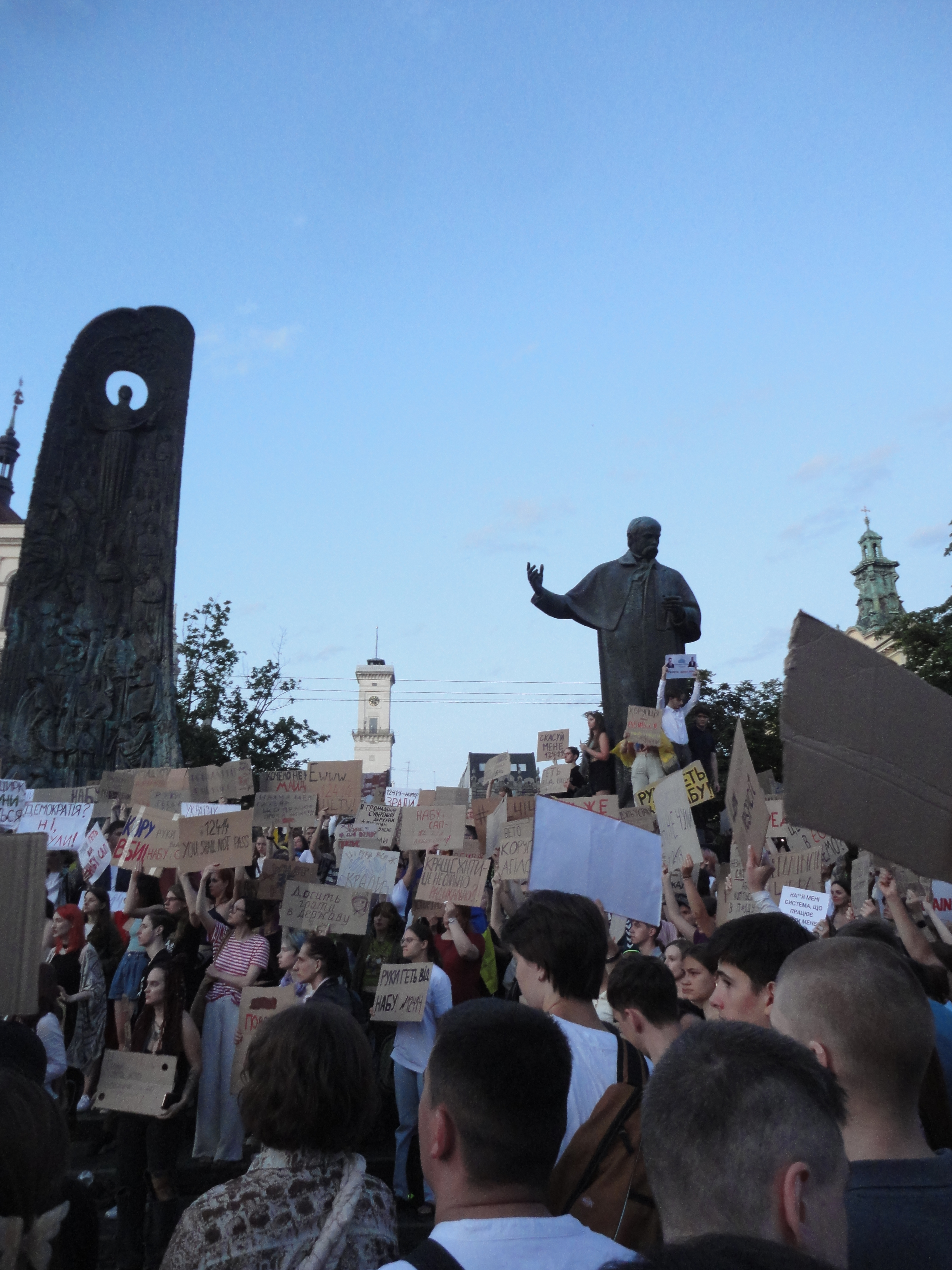
23 липня
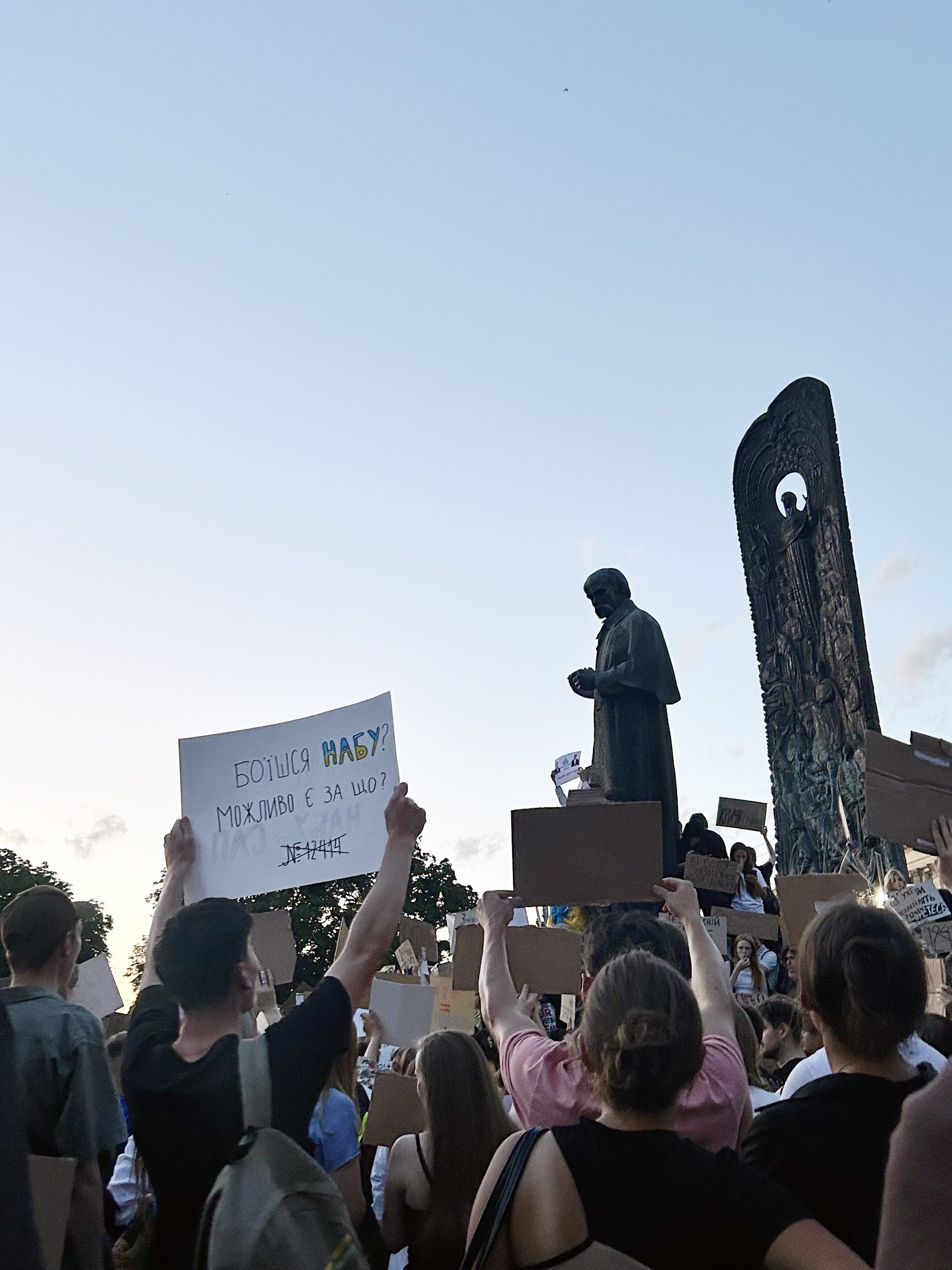
23 липня
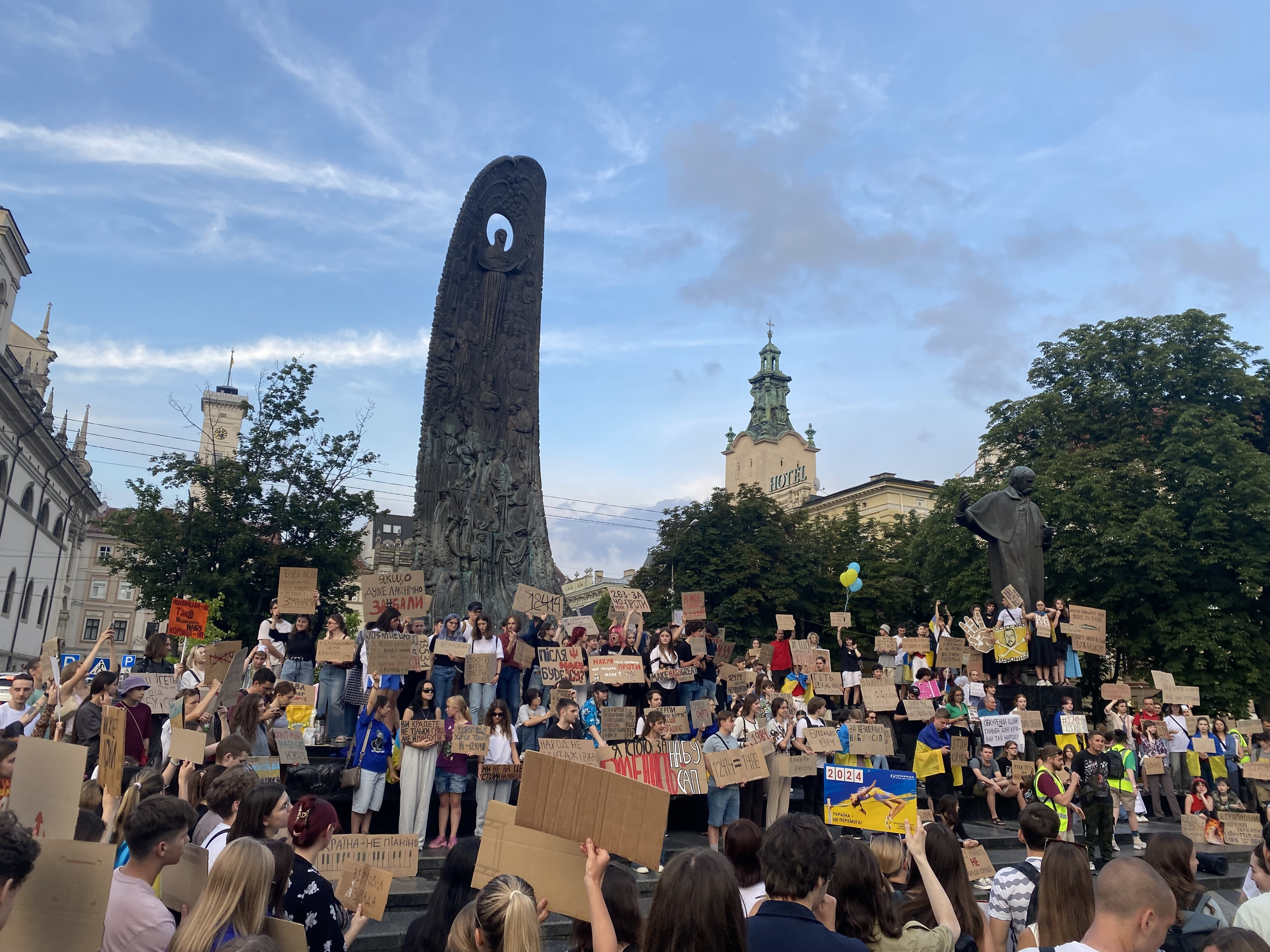
25 липня
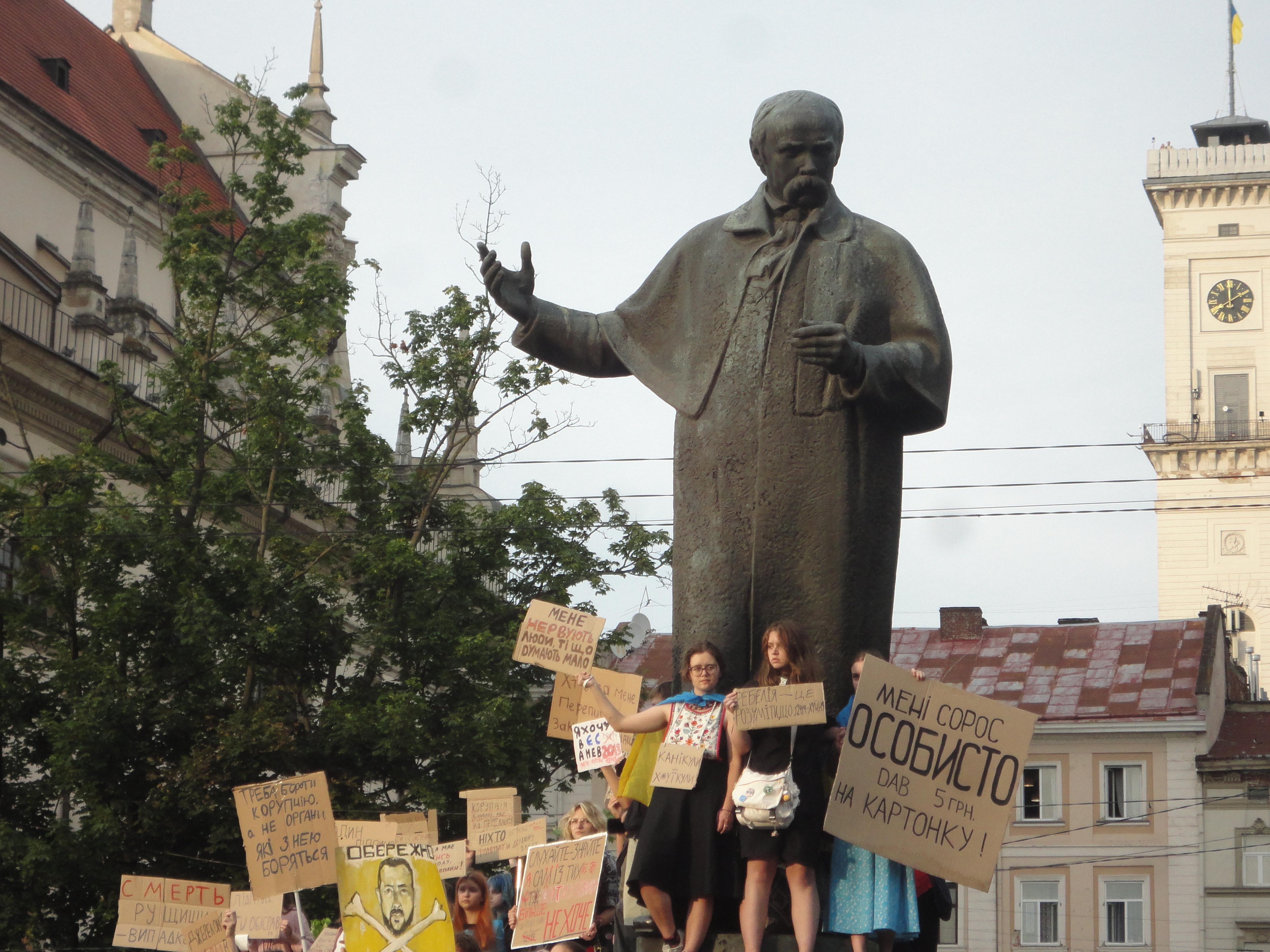
25 липня
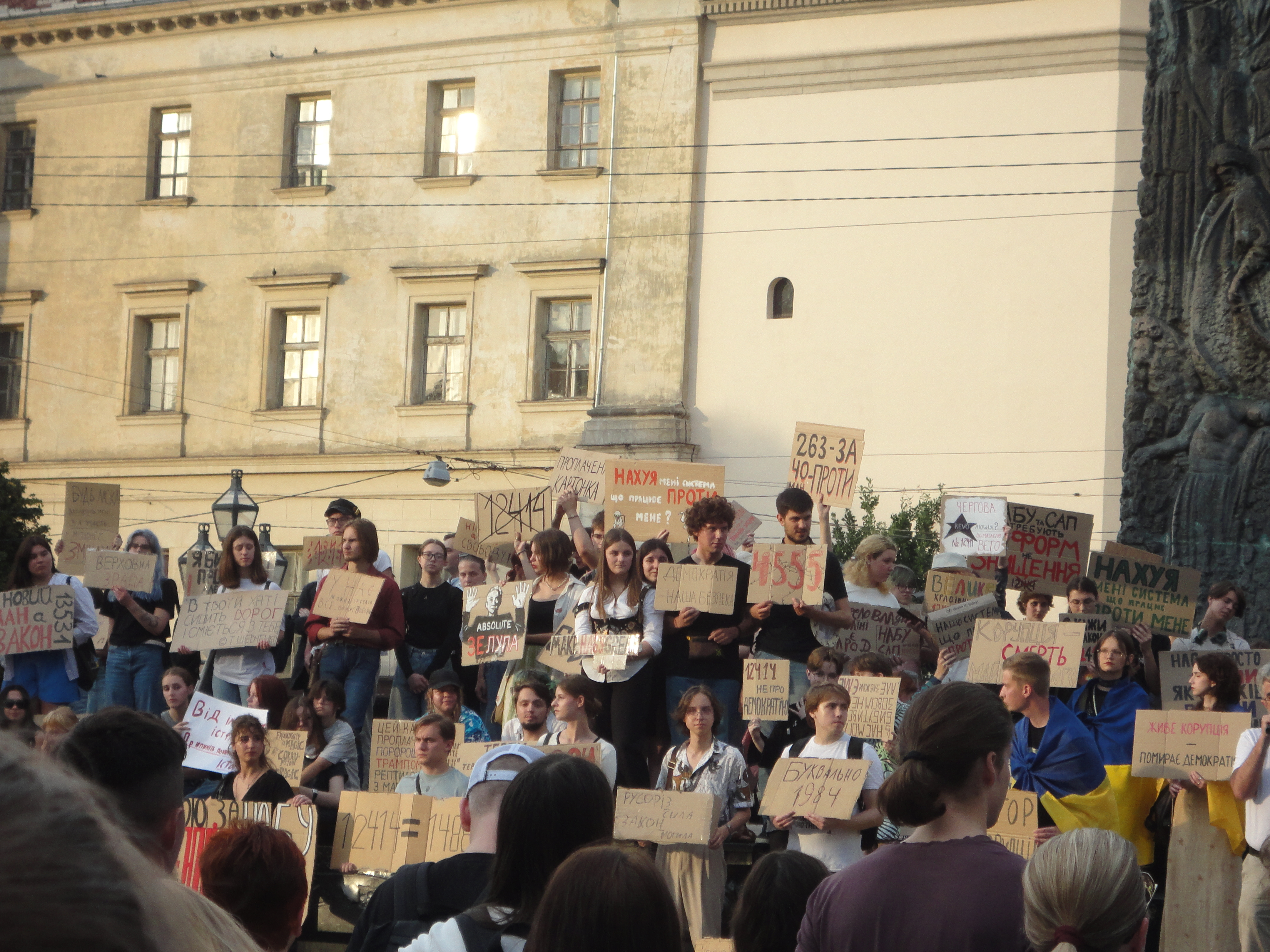
25 липня